# Rozwar wielkokwiatowy
Rozwar wielkokwiatowy (Platycodon grandiflorus) – gatunek rośliny wieloletniej z rodziny dzwonkowatych. Należy do monotypowego rodzaju Platycodon. Występuje w stanie dzikim w Azji wschodniej (od Chin, poprzez południowo-wschodnią Syberię, Daleki Wschód Rosji, Półwysep Koreański po Japonię. Poza tym rozprzestrzeniony w uprawie jako roślina ozdobna; uprawiany także w Polsce.

## Morfologia
PokrójBylina o wysokości do 50 cm. Pęd ma nagi, sinawozielony. Korzenie bulwiaste.
LiścieTylko łodygowe, zwykle pozornie naprzeciwległe lub w okółkach po 3–4, siedzące lub krótkoogonkowe. Blaszka lancetowata, jajowata, o brzegu ząbkowanym.
KwiatyKwiaty szypułkowe, wyrastają pojedynczo na szczytach pędów. Są pięciokrotne, duże, o średnicy do 5 cm. Korona zrosłopłatkowa, szeroko dzwonkowata, koloru niebieskiego do fioletowego, u odmian uprawnych też białego i różowego. Łatki na końcach są podobnej długości lub krótsze od rurki. Nitki pręcików są w dole rozszerzone, pylniki są dłuższe od nitek. Zalążnia pięciokomorowa.
OwocTorebka otwierająca się 5 ząbkami międzyległymi wobec działek kielicha. Nasiona duże.

## Biologia i ekologia
Kwitnie w lipcu i sierpniu. Owoce dojrzewają od sierpnia do września. Rośnie w miejscach nasłonecznionych w zbiorowiskach bylin, w zaroślach i rzadziej w widnych miejscach w lasach. W górach nie przekracza 200 m n.p.m.

## Systematyka
Pozycja systematyczna
Rodzaj w obrębie rodziny dzwonkowatych Campanulaceae klasyfikowany jest do podrodziny Campanuloideae.

## Zastosowanie
Roślina lecznicza na Dalekim Wschodzie – w Chinach stosowana jest jako lek na przeziębienie i grypę. W Japonii suszone ziele dodawane jest do mieszanek ziołowych aromatyzujących likiery. W Korei korzenie są jadane (zwane tam toraji).